# Pabstia jugosa
Pabstia jugosa är en orkidéart som först beskrevs av John Lindley, och fick sitt nu gällande namn av Leslie Andrew Garay. Pabstia jugosa ingår i släktet Pabstia och familjen orkidéer. Inga underarter finns listade i Catalogue of Life.

## Bildgalleri

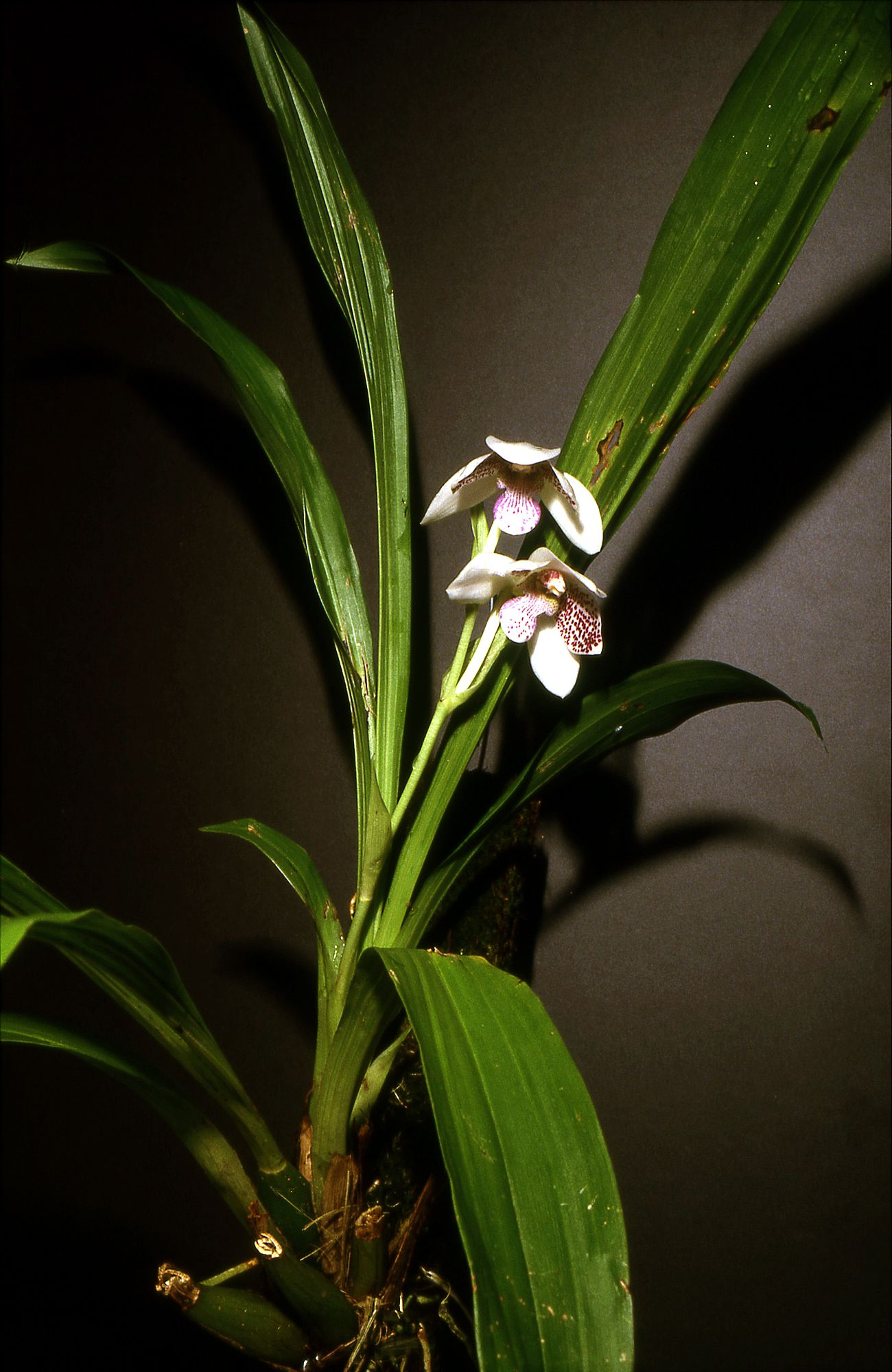
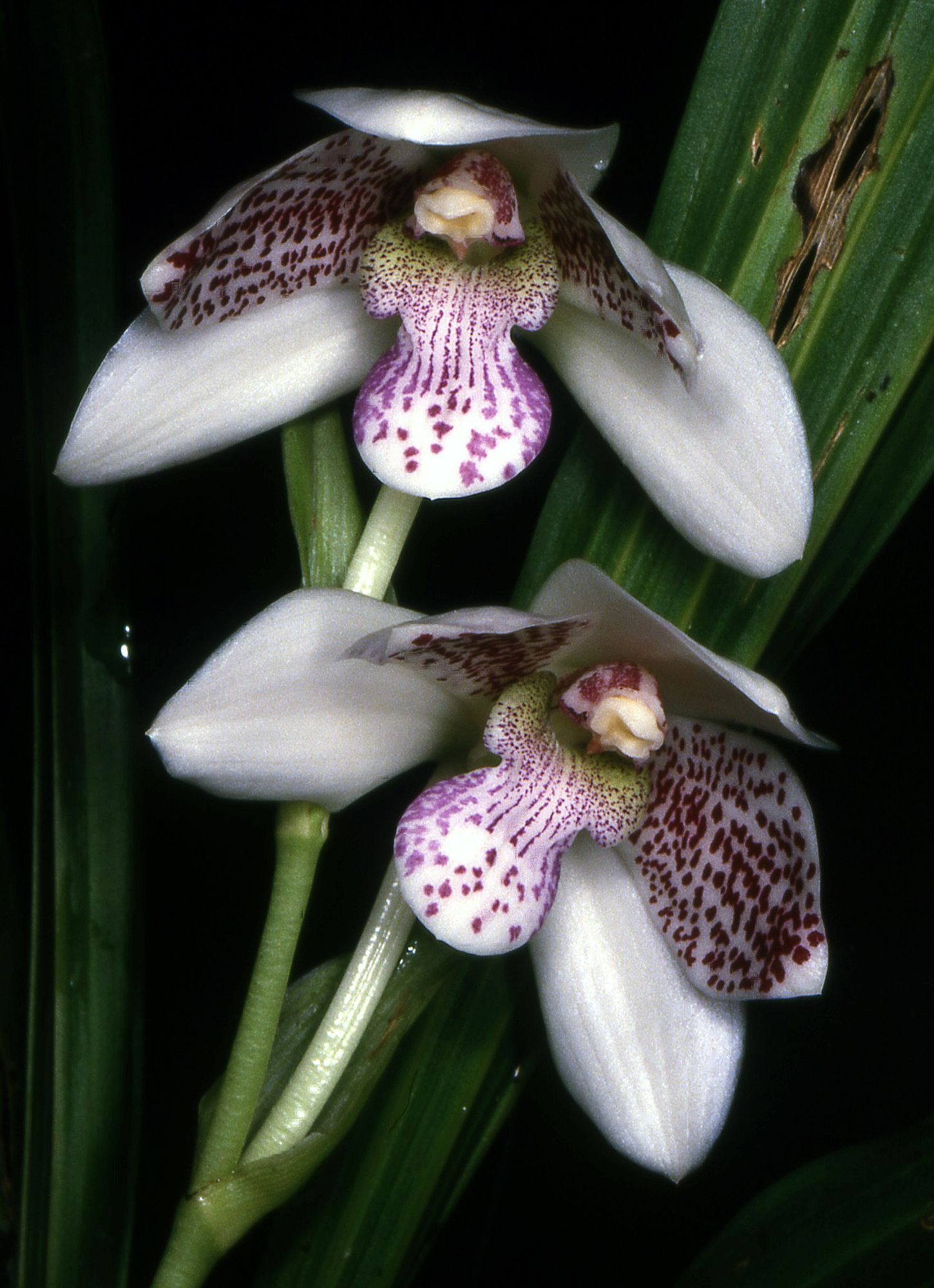
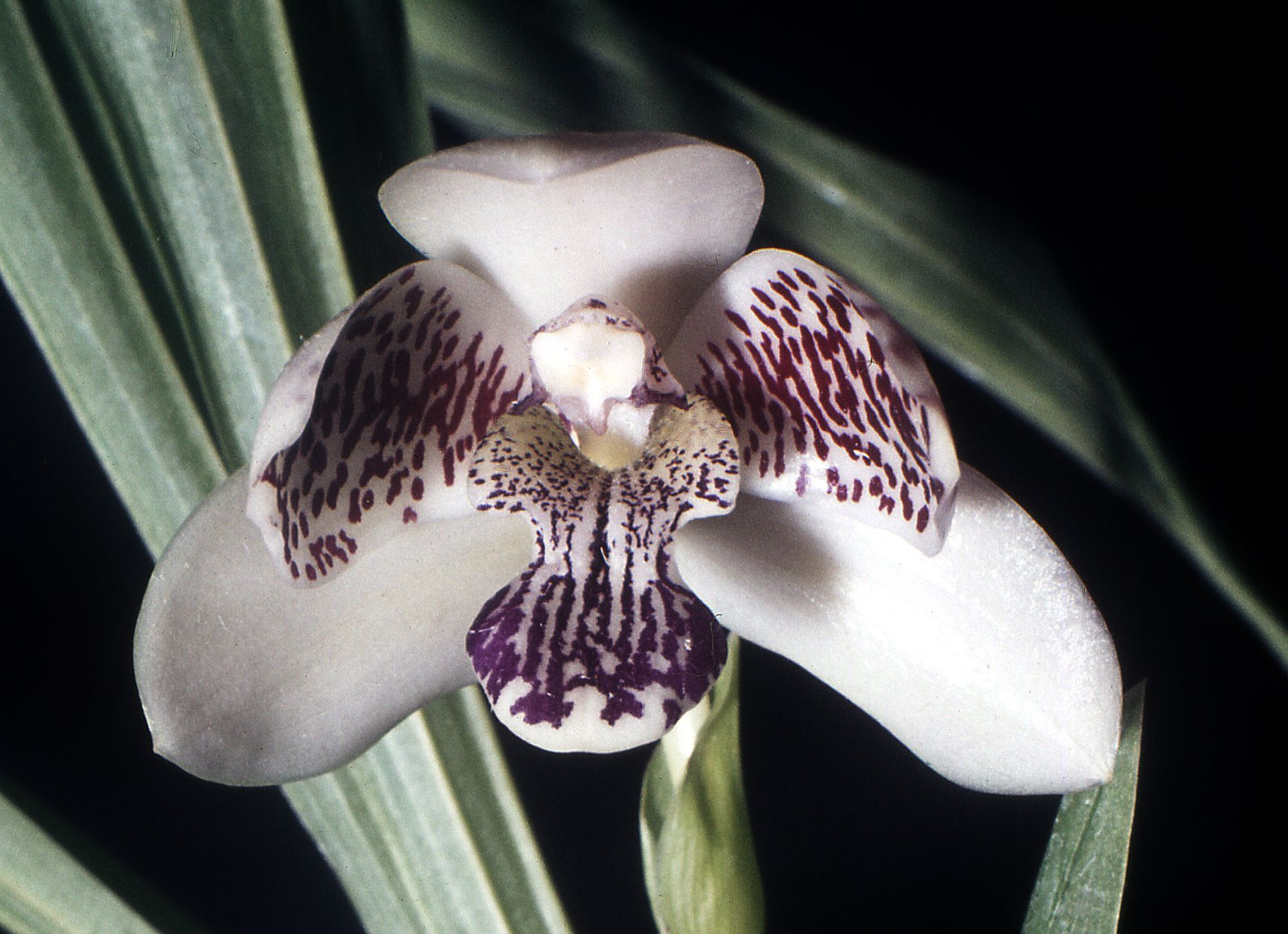
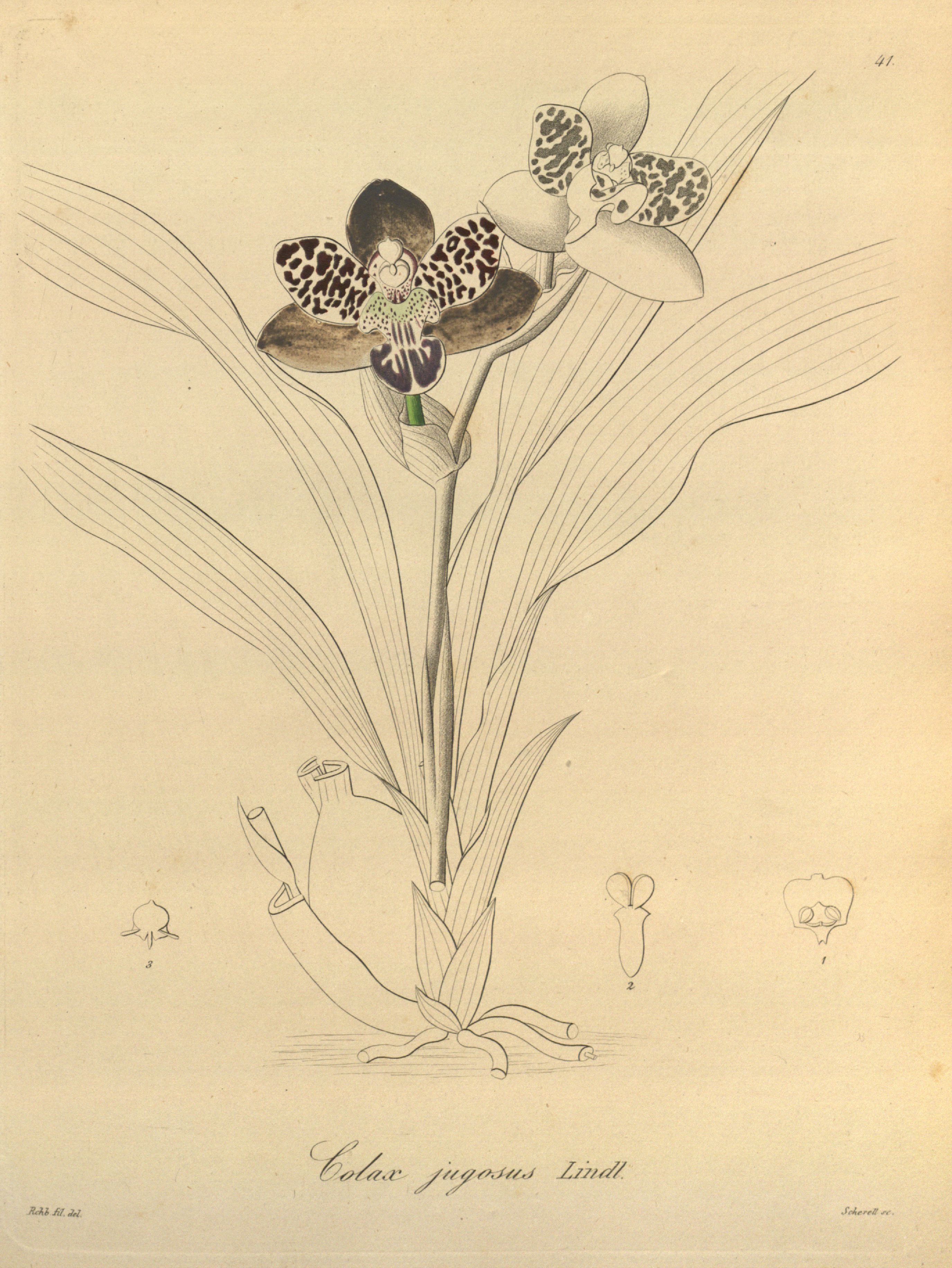
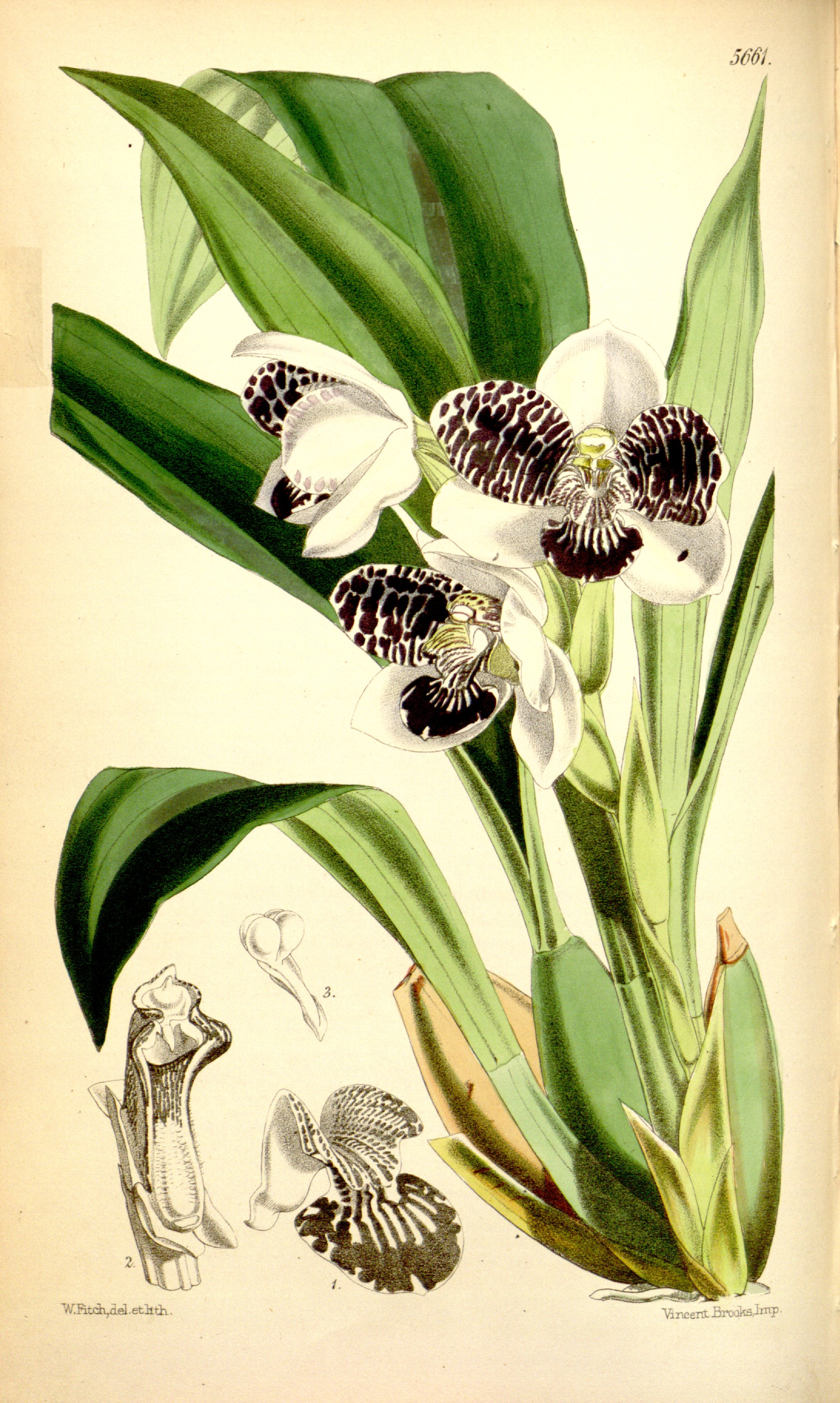